# バールベック
バールベック（アラビア語: بعلبك; Ba‘labakk、バアラバック）とは、レバノンの東部、ベイルートの北東約85km、ベッカー高原の中央にある古代遺跡である。ユネスコの世界遺産（文化遺産）に登録されている。
バールベックとは「ベッカー高原の主神」を意味し、ここにフェニキアの神ハダド（バアル）が祀られていた事に由来するといわれ、本来はフェニキア系の神々の聖地だったと考えられる。しかし後にギリシア・ローマ系の神々と習合し、祭神はジュピター・ビーナス・バッカスと呼ばれるようになった。
遺跡はこれら三神をそれぞれ祀る三つの神殿から構成されている。世界でも有数のローマ神殿跡である。

## 歴史
1世紀頃、ローマ帝国の手により最初の神殿が築かれたと考えられている。2世紀から3世紀に入り、ジュピター神殿・バッカス神殿が建てられる。中庭や柱廊などの造成もこのころのことと考えられている。
コンスタンティヌス帝がキリスト教を国教と定めた後は神殿の破壊が進んだ。バールベックの神殿も、キリスト教の教会へと役割が変わったと考えられている。
7世紀、アラブ人の手に落ちる。以後、要塞化が進んだ。
現在、観光と高原農業を主体とする小さな町になっている。

## 主な史跡

### ジュピター神殿

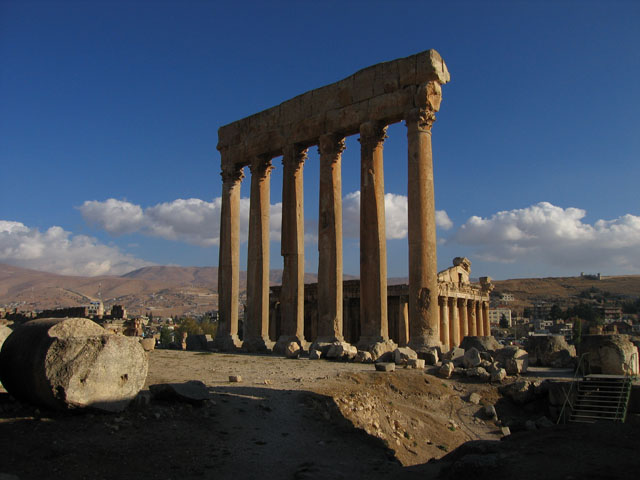
6本大列柱

遺跡の大部分は損壊してしまっている。しかし神殿跡に残る「6本大列柱」は、バールベック遺跡の象徴となっている。土台として、バールベックの巨石と呼ばれる3つの巨石が使われている。

### バッカス神殿

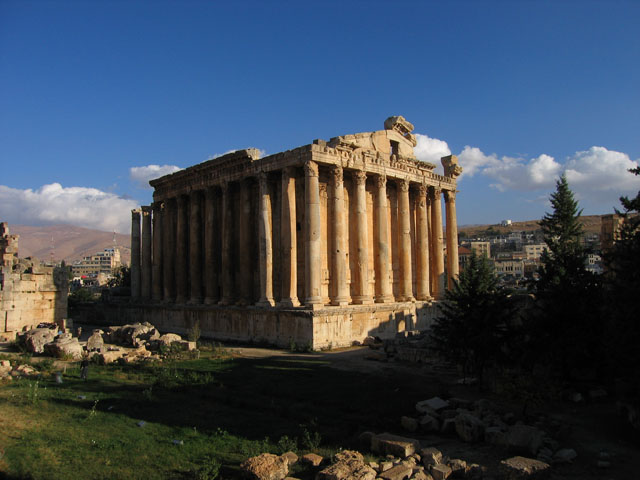
バッカス神殿

遺跡の南側の低地に建つ神殿。内部の祭殿や柱・天井に彫刻が多数のこっている。

## 登録基準
この世界遺産は世界遺産登録基準のうち、以下の条件を満たし、登録された（以下の基準は世界遺産センター公表の登録基準からの翻訳、引用である）。
- (1) 人類の創造的才能を表現する傑作。
- (4) 人類の歴史上重要な時代を例証する建築様式、建築物群、技術の集積または景観の優れた例。[8]